# Первомайский сельсовет (Курская область)
Первома́йский сельсовет — муниципальное образование со статусом сельского поселения в Поныровском районе Курской области Российской Федерации.
Административный центр — село Первомайское.

## История
Статус и границы сельсовета установлены Законом Курской области от 21 октября 2004 года № 48-ЗКО «О муниципальных образованиях Курской области».
Законом Курской области от 26 апреля 2010 года № 26-ЗКО Первомайский  и Березовецкий сельсоветы объединены в Поныровский сельсовет (с декабря 2010 года — Первомайский сельсовет).

## Население
| 2010 | 2012 | 2013 | 2014 | 2015 | 2016 | 2017 |
| ---- | ---- | ---- | ---- | ---- | ---- | ---- |
| 708  | ↘692 | ↘668 | ↘663 | ↘654 | ↘644 | ↗648 |
| 2018 | 2019 | 2020 | 2021 |      |      |      |
| ↘641 | ↘631 | ↘620 | ↗672 |      |      |      |

## Состав сельского поселения
| № | Населённый пункт     | Тип населённого пункта       | Население |
| - | -------------------- | ---------------------------- | --------- |
| 1 | Березовец            | село                         | 303       |
| 2 | Березовецкие Выселки | хутор                        | 50        |
| 3 | Первомайское         | село, административный центр | 234       |
| 4 | Прилепы              | деревня                      | 74        |
| 5 | Северный             | хутор                        | 47        |